# Домачевский сельсовет (Липецкая область)
Домачевский сельсовет — сельское поселение в Лев-Толстовском районе Липецкой области Российской Федерации.
Административный центр — село Домачи.

## История
Статус и границы сельского поселения установлены Законом Липецкой области от 23 сентября 2004 года № 126-ОЗ «Об установлении границ муниципальных образований Липецкой области»

## Население
| 2010 | 2012 | 2013 | 2014 | 2015 | 2016 | 2017 |
| ---- | ---- | ---- | ---- | ---- | ---- | ---- |
| 585  | →585 | ↘576 | ↗581 | ↗610 | ↗635 | ↗651 |
| 2018 | 2021 |      |      |      |      |      |
| ↘638 | ↗650 |      |      |      |      |      |

## Состав сельского поселения
| № | Населённый пункт | Тип населённого пункта       | Население |
| - | ---------------- | ---------------------------- | --------- |
| 1 | Большая Карповка | село                         | ↘7        |
| 2 | Домачи           | село, административный центр | ↘454      |
| 3 | Малая Карповка   | деревня                      | ↘1        |
| 4 | Орловка          | село                         | ↘123      |